# Andrei Wassiljewitsch Buschkow
Andrei Wassiljewitsch Buschkow (russisch Андрей Васильевич Бушков; * 13. Oktober 1969 in Otradnoje) ist ein ehemaliger russischer Eiskunstläufer, der im Paarlauf startete.
Buschkow Eiskunstlaufpartnerin war zunächst Julia Liaschenko. Mit ihr wurde er bei der Juniorenweltmeisterschaft 1988 Dritter. Internationalen Erfolg bei den Senioren hatte er aber mit seiner zweiten Eiskunstlaufpartnerin Marina Jelzowa.
Buschkow begann im Alter von acht Jahren mit dem Eiskunstlaufen und wurde damals von Andrei Suraikin trainiert. Anschließend wechselte er zu Igor Moskwin bis 1993, später wurde das Paar von Natalja Pawlowa trainiert. Sie starteten für den Jubilejni Sportklub.
An der Seite von Jelzowa wurde er 1995, 1997 und 1998 russischer Meister im Paarlauf. Das Paar gewann nur zwei Medaillen bei Europameisterschaften, dafür aber zwei goldene. Dies gelang ihnen gleich bei ihrer ersten Europameisterschaft, 1993 in Helsinki und ein zweites Mal 1997 in Paris. Ihre erste Medaille bei Weltmeisterschaften errangen sie mit Bronze 1994 in Chiba. 1996 wurden Buschkow und Jelzowa in Edmonton Weltmeister. Ein Jahr später reichte es in Lausanne noch zur Silbermedaille. Ihre einzigen Olympischen Spiele beendeten sie 1998 in Nagano auf dem siebten Platz.
1999 beendeten beide ihre Amateurkarriere. Seine Trainerlizenz erwarb Andrei Buschkow an der Sportakademie in Sankt Petersburg. Heute ist Buschkow Trainer in Lake Arrowhead, Kalifornien.

## Ergebnisse

### Paarlauf
(mit Marina Jelzowa)
| Wettbewerb / Jahr           | 1991 | 1992 | 1993 | 1994 | 1995 | 1996 | 1997 | 1998 | 1999 |
| --------------------------- | ---- | ---- | ---- | ---- | ---- | ---- | ---- | ---- | ---- |
| Olympische Winterspiele     |      |      |      |      |      |      |      | 7.   |      |
| Weltmeisterschaften         |      |      | 6.   | 3.   | 4.   | 1.   | 2.   | 6.   |      |
| Europameisterschaften       |      |      | 1.   |      | 4.   | 4.   | 1.   | Z    |      |
| Sowjetische Meisterschaften | 4.   | 3.   |      |      |      |      |      |      |      |
| Russische Meisterschaften   |      |      | 2.   | 4.   | 1.   | 2.   | 1.   | 1.   | 4.   |

- Z = Zurückgezogen, da Buschkows Kufe brach